# GSG1L
GSG1L (англ. GSG1 like) – білок, який кодується однойменним геном, розташованим у людей на 16-й хромосомі. Довжина поліпептидного ланцюга білка становить 331 амінокислот, а молекулярна маса — 36 774.
| 10         |  | 20         |  | 30         |  | 40         |  | 50         |
| ---------- |  | ---------- |  | ---------- |  | ---------- |  | ---------- |
| MKTSRRGRAL |  | LAVALNLLAL |  | LFATTAFLTT |  | HWCQGTQRVP |  | KPGCGQGGRA |
| NCPNSGANAT |  | ANGTAAPAAA |  | AAAATASGNG |  | PPGGALYSWE |  | TGDDRFLFRN |
| FHTGIWYSCE |  | EELSGLGEKC |  | RSFIDLAPAS |  | EKGVLWLSVV |  | SEVLYILLLV |
| VGFSLMCLEL |  | FHSSNVIDGL |  | KLNAFAAVFT |  | VLSGLLGMVA |  | HMMYTQVFQV |
| TVSLGPEDWR |  | PHSWDYGWSF |  | CLAWGSFTCC |  | MAASVTTLNS |  | YTKTVIEFRH |
| KRKVFEQGYR |  | EEPTFIDPEA |  | IKYFRERMEK |  | RDGSEEDFHL |  | DCRHERYPAR |
| HQPHMADSWP |  | RSSAQEAPEL |  | NRQCWVLGHW |  | V          |  |            |

A: Аланін

C: Цистеїн

D: Аспарагінова кислота

E: Глутамінова кислота

F: Фенілаланін

G: Гліцин

H: Гістидин

I: Ізолейцин

K: Лізин

L: Лейцин

M: Метіонін

N: Аспарагін

P: Пролін

Q: Глутамін

R: Аргінін

S: Серин

T: Треонін

V: Валін

W: Триптофан

Задіяний у такому біологічному процесі, як альтернативний сплайсинг. 
Локалізований у клітинній мембрані, мембрані, клітинних контактах, синапсах.